# Игл (Висконсин)
Игл (енгл. Eagle) град је у америчкој савезној држави Висконсин.

## Демографија
По попису из 2010. године број становника је 1.950, што је 243 (14,2%) становника више него 2000. године.
| Група             | 2000.         | 2010.         |
| Белци             | 1.629 (95,4%) | 1.892 (97,0%) |
| Афроамериканци    | 4 (0,2%)      | 2 (0,1%)      |
| Азијати           | 5 (0,3%)      | 7 (0,4%)      |
| Хиспаноамериканци | 52 (3,0%)     | 41 (2,1%)     |
| Укупно            | 1.707         | 1.950         |